# Юбилей (пьеса)
Юбилей — пьеса Антона Павловича Чехова. Написана в декабре 1891 года. Впервые опубликована в мае 1892 года отдельным литографическим изданием. Основана на рассказе «Беззащитное существо».

## Действующие лица
- Шипучин Андрей Андреевич — председатель правления N-ского Общества взаимного кредита, нестарый человек, с моноклем;
- Татьяна Алексеевна — его жена, 25 лет;
- Хирин Кузьма Николаевич — бухгалтер банка, старик;
- Мерчуткина Настасья Федоровна — старуха в салопе;
- Члены банка;
- Служащие в банке.

## Сюжет
Действие происходит в N-ском Банке взаимного кредита.
Банк N-ского Общества взаимного кредита готовится к 15-летней годовщине. Сотрудники нарядны, в помещении царит праздничная атмосфера.
Бухгалтеру Кузьме Николаевичу Хирину не до торжеств. Четвертые сутки он сидит в кабинете председателя правления Андрея Андреевича Шипучина и пишет юбилейный доклад, подсчитывая цифры на счетах. Старик устал, он раздражен, к тому же неважно себя чувствует. Нервы успокаивает лишь обещанная премия в виде золотого жетона и трехсот целковых. Хирин надеется: каторжный труд будет оценен, иначе под горячую руку можно и до преступления дойти.
В кабинет входит расфуфыренный Шипучин с подаренным сослуживцами альбомом. Яркий поношенный пиджак, шарф и валенки Хирина вызывают недоумение щеголя, ведь в любой момент может явиться депутация от членов банка! Шипучин справляется: успеет ли бухгалтер закончить в срок? Тот кивает головой, добавив: осталось листов пять, главное – чтоб никто не мешал.
Шипучин берет часть доклада, начинает читать, но тут же жалуется на собственные проблемы и обращается к Хирину с вопросом – отчего тот так не любит женщин? С утра супруга его с жалобой приходила, дескать, Кузьма Николаевич с ножом за ней гонялся... Хирин просит ради праздника не лезть в его семейные дела, а начет женщин – так от них всякий вред и беспорядок.
Появляется Татьяна Алексеевна, она только с вокзала и переполнена впечатлениями от поездки, которыми хочет поделиться с мужем. Шипучин терпеливо слушает жену. Бухгалтер, перебирая косточки счет, недовольно морщится. Председатель пытается выпроводить гостью, но та считает, что ее рассказ и Гирину будет интересен.
Отмахиваясь от сотрудников банка, в кабинет входит жена губернского секретаря Мерчуткина с прошением: муж болел 5 месяцев, ему дали отставку и вычли из жалованья 24 рубля 36 копеек, которые якобы одалживал. Старушка уверена: без ее ведома не мог он денег брать.
Пока Шипучин изучает прошение, супруга продолжает щебетать о поездке. Хирин сбивается, начинает считать заново. Супруг просит жену пойти пообщаться с его коллегами.
Председатель объясняет посетительнице: ей следует обратиться в ведомство по месту службы мужа. Но та уже в пяти местах побывала – нигде прошение не принимают. Одна надежда на банкира… Мерчуткина согласна получить от него 15 рублей, остальные подождать. Шипучин терпеливо объясняет старухе нелепость ее просьбы, но она продолжает давить на жалость. Хирин возмущается - шум мешает сосредоточиться.
Утомленный Шипучин сбегает из кабинета, предлагая бухгалтеру объясниться с Мерчуткиной. Старуха начинает пересказывать историю с мужем и просить денег. Хирин оскорбительным тоном требует покинуть помещение.
Возвращается чета Шипучиных. Татьяна Алексеевна продолжает делиться впечатлениями. Мерчуткина жалуется на грубость бухгалтера. Хирин призывает гнать ее в три шеи, но банкир не хочет шума и дает старухе 25 рублей. Жена не желает уходить, не досказав историю. Старуха мнется и, наконец, спрашивает: нельзя ли мужу вернуться на работу?.. Шипучин, чуть не плача, сам просит Хирина выгнать Мерчуткину.
Бухгалтер топочет ногами и требует от Татьяны Алексеевны немедленно выйти вон. Шипучин пытается объяснить: не ту гонит, но Хирин уже не слышит. Непонятливость женщины приводит его в бешенство – он угрожает расправой и пускается вдогонку за Шипучиной. На ходу переключается на старуху – она тоже пытается бежать, но падает без чувств в объятия председателя банка. Татьяна Алексеевна в обморочном состоянии лежит на диване. Разбушевавшийся Хирин грозит расправиться со всеми…

Входит торжественная депутация с поздравлениями и подарками и тут же в смущении покидает кабинет…

## Отзывы и критика
Пётр Гнедич писал Чехову 2 мая 1903 года об успехе пьесы: «Ваши опасения касательно „Юбилея“ не оправдались. Это была не пьеса, а сплошное щекотанье под мышками. Прилагаю вам оправдательные документы и жму руку вашу». «Оправдательными документами» были вклеенные в письмо вырезки из других рецензий. В одном из этих отзывов Н. А. Россовский писал, что несмотря на то, что «Юбилей» — «пьеса-карикатура», и ничего из неё «в жизни не бывает», водевиль имел успех и «шёл под несмолкаемый хохот публики». В другой рецензии А. А. Измайлов, отметил, что постановка прошла «при невероятном хохоте»: «Стон стоял в театре во время энергичного объяснения господина Варламова с госпожой Левкеевой. В ложах и в галерее, по-видимому, уже не смеялись, а просто катались со смеху. За юмористически-карикатурными разводами на чисто реальном фоне, которые так удаются Чехову в сценических вещицах, рассчитанных на комизм, нельзя было в самом деле следить без улыбки». Рецензент «Нового времени» также написал об успехе пьесы: «Мы давно не помним такого хохота, какой стоял в театре во время представления этой пьесы».